# عبد الشكور شيخ حسن
عبد الشكور شيخ حسن فارح (بالصومالية: Cabdishakuur Sheekh Xasan Faarax)‏ (توفي في 10 يونيو 2011) سياسي صومالي، شغل منصب وزير الداخلية والأمن القومي في الحكومة الاتحادية الانتقالية في الصومال.

## خلفية تاريخية
في 12 نوفمبر 2010 عُين عبد الشكور وزيرا للداخلية والأمن القومي في الحكومة الفيدرالية الانتقالية الصومالية في عهد رئيس الوزراء محمد عبد الله فرماجو، الذي شكل حكومة تكنوقراط مصغرة أشادت بها الأوساط السياسية والشعبية كونها فريدة من نوعها.
في 10 يونيو 2011 توفي عبد الشكور في مستشفى بنادر في العاصمة الصومالية مقديشو متأثرا بجروح أصيب بها بعد تفجير انتحارية نفسها في منزله، واتضح فيما بعد أن الانتحارية ابنة أخت الوزير وكانت تُدعى هبّون عبد القادر حرسي قاف، وتبنت حركة الشباب العملية.
وأصدر مكتب رئيس الوزراء فرماجو في وقت لاحق بيانا صحفيا أعلن فيه 11 يونيو يوما وطنيا للحداد.